# Bemti
Bemti, nombre artístico de Luis Gustavo Oliveira Coutinho (Serra da Saudade, Minas Gerais, 28 de enero de 1990), es un cantante, compositor e instrumentista brasileño. Reconocido por su uso de la viola caipira, combina en sus composiciones el Indie folk brasileño, el queer-folk, el Synth pop y la música MPB dentro del espacio LGBTQIA+. Lanzó dos álbumes de estudio, era dois (2018) y Logo Ali (2021).

## Biografía y carrera
Nacido en la ciudad de Serra da Saudade en Minas Gerais, su primer contacto con la música se produjo a partir de las tradicionales fiestas Folia de Reis en el interior de Minas. El contacto con la viola caipira, o «viola de 10 cuerdas», se dio a través de los abuelos; posteriormente, estudiando Audiovisual en la USP de São Paulo, tuvo contacto directo con el instrumento para realizar su cortometraje de proyecto final de curso Ele Me Chamava de Rosa en 2015, siendo el influenciador de todo su repertorio autoral. El documental se estrenó y transmitió por Canal Brasil en 2016.
La primera experiencia musical de Bemti llegó con la creación de la banda Falso Coral en 2015. La banda contaba con Bela Moschkovich (voz) y Guilherme Giacomini (sintetizadores). El primer EP «Folia» se lanzó en 2016, y en 2019 el último proyecto «Delta», tras lo cual los músicos decidieron seguir carrera en solitario.
El nombre artístico Bemti surgió de la búsqueda de imágenes y símbolos del cerrado y del interior de Minas como el bem-te-vi. Basado en investigaciones, según afirma el cantante, en Hispanoamérica el nombre del pájaro es Luis Bienteveo, similar a su nombre de pila, y luego de varias variaciones, el cantante optó por el acrónimo «Bemti».

### Vida personal
Durante el proceso de grabación de su primer álbum en 2018, Bemti declaró en una entrevista con Noize Media que 2017 había sido «un año de rupturas»:

Fueron varias rupturas de largas amistades, de largas relaciones, de un cambio profesional, de toma de decisiones tanto relacionadas con la música como en el área audiovisual. Las canciones que comencé a hacer durante este proceso ya no caben en el tamiz del sonido que tiene Falso Coral. Era un sonido personal, que necesitaba hablar abiertamente sobre ser gay, porque todo estaba ahí. Fue un proyecto en solitario que surgió de esto, de esta necesidad de hablar. Y después de medio año conocí a mi actual novio y eso volvió a darle un nuevo tono a las canciones. Entonces es un álbum sobre la reconstrucción, sobre volver a reconocerte solo, permitirte intentar ser una persona diferente, incluso sin el apoyo de los que tuviste antes y volver a encontrar el amor.

### Primer disco:era dois(2018)
Aún trabajando con Falso Coral, Bemti comenzó su primer proyecto en solitario. El primer álbum de estudio comenzó a escribirse y grabarse en 2017 durante el "Festival Bananada" en Goiania y terminó en São Paulo. El 3 de agosto de 2018 lanzó el álbum era dois. El álbum utiliza elementos clásicos de la música sertaneja con indie y synthpop y, según el cantante, fue hecho para «animar a otras personas a llenar diferentes géneros [...] para hablar de temas gay». Fue elegido como uno de los mejores álbumes brasileños de 2018 por Rolling Stone Brasil y el diario «O Povo». El álbum contó con apariciones de Johnny Hooker y Tuyo.
En 2020, durante la pandemia de COVID-19, Bemti relanzó su primer álbum titulado era dois (20,20) que contó con el nuevo tema "Vira Sol" junto con el proyecto "Adote O Artista" con los cantantes Zé Ed, Paulo Neto y Febem.

### Logo Ali(2021-presente)
Luego de la buena repercusión del primer álbum, Bemti comenzó a producir el segundo álbum de estudio «Logo Ali» en 2019, y que fue lanzado el 30 de septiembre de 2021 con financiación de Natura Musical incluyendo otros 7 artistas de Minas Gerais.
Producido por Luis Calil y Pedro Altério, el primer sencillo del álbum fue Catastrópicos! con Jaloo. Seguido del sencillo «Quando o Sol Sumir» con la participación de Fernanda Takai. El último sencillo fue la canción «Do Outro Lado (Mantra Tornado Grito)» con la participación del cantante portugués Hélio Morais (Murais). La portada del álbum fue realizada por el artista minero Paulo Marcelo Oz, tomando como referencia una fotografía de Matheus Lustosa, inspirada en el cuadro «O derrubador brasileiro» (1879), del pintor Almeida Júnior. El título del álbum deriva de la expresión minera «logo ali» utilizada para describir algo que puede estar cerca, pero que en realidad está muy lejos. Su lanzamiento, fue elegido por la Asociación de Críticos de Arte de São Paulo (APCA), como uno de los mejores álbumes de 2021.
Bemti participó en la regrabación de canciones de Lulu Santos para el recopilatorio «Futuro do passado – As canções de Lulu Santos», lanzado el 14 de enero de 2021, donde interpreta la canción «Esta canção», producida por DJ Zé Pedro y Renán Guerra.
Durante la producción de Logo Ali, Bemti fue invitado a componer temas para Hit Parade, una serie de Canal Brasil y GloboPlay, creada por André Barcinski e interpretada por Túlio Starling y Bárbara Colen. Las canciones «Haja Vista» e «Imagem e Semelhança», estrenadas el 21 de mayo de 2021, son temas de los personajes principales de la trama. «Haja Vista» aparece al comienzo del primer episodio y «Imagem e Semelhança» al comienzo del séptimo episodio. Aún dentro de la trama, Bemti compuso la canción «O Rochedo» incluida en el sexto episodio.
El 24 de mayo de 2022 el tema «Canto Cerrado» fue premiado entre las 20 mejores canciones del 2° Festival de Música de Itabirito.
El 16 de septiembre de 2022, Bemti comenzó a promocionar el álbum en una gira por Europa, luego de cancelaciones de espectáculos en 2020. El 7 de octubre, Bemti anunció el lanzamiento de la versión en inglés de la canción «Se Entrega!», que se llamará «Surrender!».

## Géneros y estilos
Según la UBC, Bemti está incluido en el reciente movimiento «Queernejo», derivado de la música sertaneja tradicional, y compuesto por artistas LGBTQIA+. Luccas Oliveira escribió en 2021, en el Segundo Caderno del diario O Globo, que este es un movimiento donde «los artistas LGBT+ pasan a apropiarse de la estética con talento e ironía». El estilo musical de Bemti también deriva del Queer-folk, el Synth folk y MPB. Su instrumento principal es la viola caipira. Sus inspiraciones musicales provienen de su infancia, con Rio Negro e Solimões, Elton John y Zé Ramalho; Para la composición de los álbumes, se inspira en Milton Nascimento, Elza Soares, Bon Iver, Guillemots y Björk.

## Discografía
| Álbum            | Detalles | Sencillos |
| ---------------- | --- | --- |
| era dois         | - Lanzamiento: 3 de agosto de 2018 - Formatos: CD, descarga digital - Discográfica: Independiente                         | 1. "Gostar de Quem" 2. "Tango" 3. "Eu Te Proíbo de Ter Esse Poder Sobre Mim" 4. "Outro" 5. "A Gente Combina" |
| era dois (20,20) | - Lanzamiento: 2 de junio de 2010 - Formatos: descarga digital - Discográfica: Independiente - Incluye pistas adicionales | 1. "Gostar de Quem" 2. "Tango" 3. "Eu Te Proíbo de Ter Esse Poder Sobre Mim" 4. "Outro" 5. "A Gente Combina" |
| Logo Ali         | - Lanzamiento: 30 de septiembre de 2021 - Formatos: CD, descarga digital, vinilo - Discográfica: Independiente            | 1. "Catastópicos!" 2. "Samba!" 3. "Se Entrega!" 4. "Quando o Sol Sumir" 5. "Do Outro Lado"                   |

### Álbumes en vivo
- 2019 - Bemti no Estúdio Showlivre (Ao Vivo)[36]
- 2021 - Piano e Viola Caipira (Acústico Ao Vivo)[37]